# NGC 4874
NGC 4874 é uma galáxia elíptica (E) localizada na direcção da constelação de Coma Berenices. Possui uma declinação de +27° 57' 34" e uma ascensão recta de 12 horas, 59 minutos e 35,8 segundos.
A galáxia NGC 4874 foi descoberta em 5 de Maio de 1864 por Heinrich Louis d'Arrest.